# Gora Herria (canción)
«Gora Herria» es el título del quinto sencillo del grupo vasco Negu Gorriak. El sencillo fue lanzado por Esan Ozenki Records en octubre de 1991.
El sencillo estaba formado por dos versiones del tema «Gora Herria»: la canción original tal cual apareció en el álbum Gure Jarrera y una remezcla del mismo tema en la que colaboraron Manu Chao (voz) y Joseba Tapia (trikitixa).
También apareció un vídeo musical dirigido por Manolo Gil.

## Lista de canciones
Cara A: «Gora Herria (Remix)» («Viva el Pueblo»).
Cara B: «Euskal Herri nerea» («Mi Euskal Herria») + «Gora Herria».

## Significado de la canción
La canción es un alegato a los pueblos a liberarse, con el acento puesto, claro está, en el Pueblo Vasco.
| Euskera | Castellano |
| Eztarri indartsuak ezin dira ito Gure lepoan soka ez dago betiko Parre egin gogotik neska ta mutiko Kantatzen du(e)n herri bat ez da inoiz hilko. | Las gargantas poderosas no se pueden ahogar La soga en nuestro cuello no está para siempre Riámonos con ganas los chicos y las chicas Pues un pueblo que canta no morirá nunca. |

En la canción se escuchan varios samples de una canción de Carlos Mejía Godoy, y partes de la canción recuerdan al tema Pueblo, de Rubén Blades y Willie Colón.

## El vídeo
EL vídeo fue dirigido por Manolo Gil, colaborador habitual de la banda.
Sobre la canción (la remezcla, no la versión original) aparecen imágenes del grupo interpretando el tema en directo (en ciudades como Guanabacoa, Bilbao, Berlín, Roma o La Habana). A lo largo vídeo se puede ver a colaboradores como Joseba Tapia, Leturia, el bertsolari Jon Maia o Manu Chao.
Hacia el final del vídeo las imágenes de conciertos dan paso a imágenes de la vida cotidiana tomadas en la estancia del grupo en Cuba.

## Diferentes versiones editadas
De la canción se han editado diferentes versiones a lo largo de la discografía del grupo. La remezcla se editó en el maxisencillo Gora Herria y en Hipokrisiari Stop! Bilbo 93-X-30 apareció una versión en directo, tocada junto con Tapia eta Leturia, Manu Chao y Fidel Nadal.